# Dragon Ball
Dragon Ball (ドラゴンボール Doragon Bōru) er en populær japansk manga, tegnet og skrevet af Akira Toriyama. Dragon Ball er en satirisk tegneserie, der skildrer den unge sayian Son-Gokus opvækst og kamp imod ondskaben i et eventyrligt Japan. Son-Goku og Bulma leder efter de syv Dragon Balls, da personen som er i stand til at samle alle syv kugler kan påkalde dragen Shenron, der kan opfylde ens største ønske – sågar at vække en død person til live igen. Hele serien bygger herved på, hvordan Son-Goku møder nye venner såvel som fjender og på, hvordan dragekuglerne undervejs kommer vores helt til hjælp. Akira Toriyama har fortalt i interviews at Dragon Ball er løst bygget på den berømte kinesiske roman "Abekongen", samt Jackie Chans gennembrudsfilm "Drunken Fist".
Der er i alt udkommet 42 bind i serien.
Mangaen udgives herhjemme af Carlsen. Dragon Ball Z er også anime som herhjemme udsendes på DR og købes på VHS, DVD og som computerspil. 1. til 16. bind af Dragonball mangaen blev adapteret i en anime som blev udsendt mellem 1986 og 1989. I samme år, som tv-serien Dragon Ball sluttede, startede den nye tv-serie Dragon Ball Z, som er en adaptation af 17. til 42. bind af mangaen. Dragon Ball Z indeholder flere originale afsnit som ikke er med i den oprindelige serie end den første anime. Efter at Dragon Ball-mangaen afsluttedes, udkom Dragon Ball GT i 1997. Dragon Ball GT er en fortsættelse der udspiller sig efter 42. bind af Dragonball. Akira Toriyama har bidraget til denne serie med designs, men handlingen blev skrevet af andre.
Den kinesiske film "Dragonball: The Magic Begins" er stærkt inspireret af den tidlige Dragon Ball. Fox har opkøbt filmrettighederne til Dragon Ball og satte James Wong (X-Files, Final Destination, The One) til at dirigere projektet, som kom i biografer verden over d. 3 april 2009. Filmen endte med at hedde Dragonball: Evolution, men den blev ikke nogen stor succes. Meget af det kan skyldes, at det originale "Dragon Ball-miljø" blev totalt forandret, og selve historien ikke har megen basis i de originale 42 bind af serien.

## Kontekst og handling
Jorden, også kendt som Dragon World (ドラゴンワールド Doragon Wārudo), også betegnet som "Planet 4032-877" af det himmelske hierarki, er den primære kontekst, som hele Dragon Ball-serien, samt relaterede værker som Dr. Slump, Neko Majin og Jace the Galactic Patrolman foregår i. Den er primært beboet af jordboere, et begreb som dækker alle planetens indfødte, intelligente arter, hvilket inkluderer mennesker, antropomorfiske væsner og uhyrer. Fra begyndelsen af Dragon Ball Z har adskillige rumvæsner, så som saiyajinere (サイヤ人 saiya-jin) og namekianere (ナメック星人 namekku-seijin), også spillet en væsentlig rolle i franchisen.
Begivenhederne i Dragon Ball' følger hovedsageligt saiyajinen Son-Gokus eventyr; efter at have mødt Bulma ved seriens begyndelse, drager de to ud for at finde de syv Dragekugler, et sæt af glas-agtige kugler med stjerner i, der bruges til at hidkalde den ønske-opfyldende drage Shenlong.[kap. 1] Son-Goku bliver senere trænet i kampsport af Kame-Sennin, møder sin livslange ven Kuririn, og deltager i den store kampsportsturnering (天下一武道会 Tenkaichi Budōkai) for at kæmpe mod verdens stærkeste krigere. Da Ærkedjævlen Piccolo, og senere hans afkom Piccolo, forsøger at overtage planeten, bliver Son-Goku trænet af jordens guder for at besejre dem. Son-Goku ofrer senere sit liv for at redde planeten fra sin hidtil ukendte bror Radits,[kap. 205] men bliver genoplivet efter at være blevet oplært af Mester Kaio for at kæmpe mod de invaderende saiyajinere, Nappa og Vejita, der er på vej mod jorden. Han bliver senere super-saiyajin og besejrer den mægtige rumtyran Freezer; dette sætter tonen for resten af serien, hvor hver ny fjende, som karaktererne kæmper mod, er stærkere end den forrige, hvorved de selv må træne yderligere for at besejre dem.
Dragon Ball Super etablerer, at serien foregår i et multivers, der består af tolv nummererede universer, hvor størstedelen af Dragon Ball-serien foregår i det syvende univers. Hvert univers regeres af en række af godhjertede samt ondsindede guder, respektive kaldet Kaioshin og Udsletterguder, som blive udnævnt af Zeno, der overser multiverset.

## Manga
Skrevet og illustreret af Akria Toriyama, Dragon Ball blev serialiseret i mangamagasinet Weekly Shonen Jump i perioden den 3. december 1984 til den 4. august 1995, hvorefter Toriyama følte sig udkørt og havde brug for an pause fra at tegne. De 519 individuelle kapitler er blevet samlet i 42 tankōbon-bind af Shueisha mellem den 10 september 1985 og den 4. august 1995. Mellem den 4. december 2002 og den 2. april 2004 blev serien genudgivet i et kanzenban-format af 34 bind, som ændrede slutningen en lille smule, og som havde nye omslag og farvede tegninger fra da den blev udgivet i Weekly Shonen Jump. I februar 2013-udgivelsen af V Jump, som blev udgivet i december 2012, blev det annonceret, at dele af mangaen ville blive fuldt farvelagt og genudgivet i 2013. 20 bind, som begyndte fra kapitel 195 af og var grupperet i historieark, blev udgivet mellem den 4. februar 2013 og den 4. juli 2014. 12 bind, der dækkede de første 194 kapitler, blev udgivet mellem den 4. januar og den 4. marts 2016. En sōshūhen udgave, der sigtede efter at genskabe mangaen, som da den oprindeligt blev udgivet i Weekly Shonen Jump med farvesider, promo-tekst og kapitel-smugkig, blev udgivet i 18 bind mellem den 13. maj 2016 og den 13. januar 2017.

### Spinoffs
En anden manga skabt af Ōishi, den tre kapitler lange Dragon Ball: Episode of Bardock, der omhandler Bardock, Son-Gokus far, blev udgivet i det månedlige magasin V Jump i perioden august til oktober 2011.
I det sidste kapitel af Toriyamas 2013 mangaserie Jaco the Galactic Patrolman afsløres det, at den foregår inden Dragon Ball, og adskillelige karakterer derfra dukker op. Jacos opsamlede bind indeholder et bonus Dragon Ball-kapitel, som inkluderer Son-Gokus mor.
I December 2016 begyndte en spin-off-manga kaldet Dragon Ball Side Story: The Case of Being Reincarnated as Yamcha i Shueishas digitale Shonen Jump+-magasin. Skrevet og illustreret af Dragon Garow Lee, mangaen omhandler en gymnasiedreng, der efter en ulykke vågner op i Yamchus krop i Dragon Ball-mangaen.

### Crossovers
Toriyama har også lavet den korte serie Neko Majin (1999-2005), der blev en selv-parodi af Dragon Ball. I 2006 var der et crossover mellem Kochira Katsushika-ku Kameari Kōen-mae Hashutsujo (eller Kochikame) og Dragon Ball af Toriyama og Kochikame forfatter Osamu Akimoto i Super Kochikame-mangaen (超こち亀 Chō Kochikame) Samme år gik Toriyama sammen med Eiichiro Oda om at skabe et crossover-kapitel mellem Dragon Ball og One Piece kaldet Cross Epoch.

## Anime
Yderligere er Dragon Ball en serie af anime-TV-shows. Dragon Ball (1986–89), Dragon Ball Z (1989–96), Dragon Ball Super (2015–18) og Dragon Ball Daima (2024–2025) foregår i den samme kontinuitet, mens Dragon Ball GT (1996–97) og Super Dragon Ball Heroes udforsker forskellige, alternative kontinuiteter.

### Dragon Ball
Toei Animation producerede en anime serie, der også går under navnet Dragon Ball, baseret på de første 194 mangakapitler. Serien havde premiere i Japan på Fuji TV den 26. februar 1986 og kørte til den 19. april 1989 og inkluderer 153 afsnit. Den er blevet sendt i 81 lande verden over.

### Dragon Ball Z
I stedet for at fortsætte animeserien under navnet Dragon Ball valgte Toei Animation at fremadrettet rebrande deres adaptation og bad Akira Toriyama finde på en titel Dragon Ball Z (ドラゴンボールZ(ゼット) Doragon Bōru Zetto, ofte forkortet som DBZ) forsætter fem år efter, hvor den første serie sluttede og adapterer de sidste 325 kapitler af mangaen. Den havde præmiere i Japan på Fuji TV den 26. april 1989, hvor den overtog sin forgængers sendetid, og konkluderede med 291 afsnit den 31. januar 1996. To TV-specials baseret på Dragon Ball Z blev sendt på Fuji TV i Japan. Den første special, Dragon Ball Z: Son-Gokus far, blev vist den 17. oktober 1990. Den anden special, Dragon Ball Z: Drengen fra fremtiden, blev sendt den 24 februar 1993. De først 104 afsnit blev dubbet på dansk og sendt på DR1 med premiere den 26. august 2002.

### Dragon Ball GT
Dragon Ball GT (ドラゴンボールGT(ジーティー) Doragon Bōru Jī Tī, G(rand) T(ouring)) havde premiere på Fuji TV den 7. februar 1996 og kørte frem til den 19. november 1997 med 64 afsnit. I modsætning til de første to anime-serier er den ikke baseret på Akira Toriyamas original Dragon Ball-manga og er skabt af Toei Animation som en efterfølger til serien, eller som Toriyama selv kalder det, en "sidehistorie" til den original Dragon Ball-historie." Toriyama designede hovedkaraktererne, rumskibet brugt i serien, tre af planeterne, og kom op med seriens titel og logo. Derudover overså Toriyama også seriens produktion, lige som han gjorde det med Dragon Ball- og Dragon Ball Z-animeserierne. TV-specialen A Hero's Legacy blev sendt den 26. marts 1997.

### Dragon Ball Z Kai
I februar 2009 fejrede Dragon Ball Z-serien sin 20. års jubilæum, hvor Toei Animation annoncerede, at de ville sende en om-redigeret og ny-restaureret udgave af Dragon Ball Z-animeserien under navnet Dragon Ball Kai (ドラゴンボール改 Doragon Bōru Kai, bogstaveligt "Dragon Ball Revideret"). Afsnittene blev redigeret til at følge mangaserien tættere ved at eliminere scener og afsnit, som ikke var baseret på den originale manga for derved at opnå en adaption, som var mere tro mod originalen, havde et højere tempo, samt fokuserede mere på historien. Optagelserne blev renset til at være i HD med et genoptaget lydspor, der bibeholdte størstedelen af de oprindelige skuespillere, og indeholdte nye intro- og outro-sekvenser. Den 5. april 2009 havde serien premiere i Japan på Fuji TV. Dragon Ball Z Kai reducerede antallet af afsnit fra 291 til 159 (167 i internationale udgivelser). Beskadigede optagelser blev fjernet, hvorefter nye erstatninger animeret fra bunden af for at undgå billedbeskæring og kontinuitetsproblmer. I størstedelen af internationale udgivelse kaldes serien Dragon Ball Z Kai.

### Dragon Ball Super
Den 18. april 2015 annoncerede Toei Animation Dragon Ball Super (ドラゴンボール超 Doragon Bōru Sūpā), den første helt nye Dragon Ball-TV-Serie siden GT sluttede 18 år tidligere. Serien debuterede den 5. juli og blev sendt ugentligt kl. 9 søndag-morgenen på Fuji TV frem til seriens finale den 25. marts 2018 efter 131 afsnit. Masako Nozawa genoptog rollen som Son-Goku, Son-Gohan og Son-Goten. De fleste originale skuespillere genoptog også deres roller. Koichi Yamadera og Masakazu Morita genoptog også deres roller som Beerus og Wisu respektive.
Serien er også den anden Dragon Ball-serie til at blive vist i Danmark, da den havde premiere på DRTV den 17. oktober 2024 i en dansk-dubbet version, hvor Caspar Phillipson genoptog rollen som Son-Goku.
Seriens historie foregår efter Dæmonen Bøhs nederlag, hvor der atter er fred på jorden. Akira Toriyama er krediteret som seriens originale skaber, samt "original historie og karakterdesign-koncepter". Animeserien er også blevet adapteret til en parallelt-kørende manga.

### Super Dragon Ball Heroes
I maj 2018 blev en promotionel anime for Super Dragon Ball Heroes-kort og -spilserierne annonceret. Den blive udgivet online mellem den 1. juli 2018 og den 8. august 2024.

### Dragon Ball Daima
Dragon Ball Daima blev sendt på Fuji TV i perioden oktober 2024 til februar 2025. Serien omhandler en historie, der foregår efter hændelserne i sagaen om Dæmonen Bøh i Dragon Ball Z, men inden Dragon Ball Super og de sidste par afsnit af Dragon Ball Z. Miniserien er det sidste værk, som Akira Toriyama arbejdede på.

## Andre medier

### Anime-film
Tyve animerede biograffilm baseret på Dragon Ball serien er blevet udgivet i Japan. De seneste film, Dragon Ball Z: Battle of Gods (2013), Dragon Ball Z: Resurrection 'F' (2015), Dragon Ball Super: Broly (2018) og Dragon Ball Super: Super Hero (2022) blev produceret som spillefilm der blev vist for sig selv i japanske biografer, samt begrænsede visninger i den vestlige verden. De er også de første film, som seriens originale skabe, Akira Toriyama, har været dybt involveret i at producere; Battle of Gods og Ressurection 'F' blev genindspillet som det første og andet ark i Dragon Ball Super-animeserien, som gik mere i dybden med begivenhederne i de to film. Spillefilmen fra 1996, Dragon Ball: The Path to Power, var også en biograffilm på 80 minutter og blev produceret og udgivet til at falde sammen med 10-års jubilæet for animeserien og genfortolker de første par ark i serien.
Alle tidligere film har primært været under spillefilmslængde (45-60 minutter hver), hvilket gør dem kun en smule længere end to afsnit af TV-serien; dette er på grund af, at de oprindeligt har været vist sammen med andre Toei-filmproduktioner. Disse film er også primært alternative genfortællinger af bestemte historieark (som i The Path to Power), eller ekstra side-historier der ikke hører sammen med kontinuiteten fra selve serien. De første tre film, sammen med The Path to Power, er baseret på den original Dragon Ball-animeserie. De resterende tretten af de ældre film er baseret på Dragon Ball Z. De første fem film blev vist ved Toei Manga Festival (東映まんがまつり Tōei Manga Matsuri), mens den sjette til den syttende blev vist ved Toei Anime Fair (東映アニメフェア Toei Anime Fea)

### Videospil
Dragon Ball-franchisen har affødt adskillelige videospil på tværs af genrer og platforme. Tidligere spil i serien indeholdt et kort-baseret kampsystem og udkom til Famicom med basis i seriens historie. Efter Super Famicom og Sega Mega Drive har de fleste spil været i kampspils- eller RPG-genren, så som Super Butoden-serien. Det første Dragon Ball-spil, der blev udgivet i USA, var Dragon Ball GT: Final Bout til PlayStation i 1997. Til PlayStation 2- og PlayStation Portable-spillene blev karaktererne genskabt med cel shadet 3D-grafik. Disse spil inkluderer Dragon Ball Z: Budokai- og Dragon Ball Z: Budokai Tenkaichi-serierne. Dragon Ball Z: Burst Limit var det første spil i franchisen udviklet til Playstation 3 og Xbox 360. Dragon Ball Xenoverse blev det første spil udviklet til Playstation 4 og Xbox One. Et MMORPG kaldet Dragon Ball Online var tilgængeligt i Sydkorea, Hong Kong og Taiwan, til serverne lukkede i 2013. Et par år senere begyndte fans at genskabe spillet. I dag er "Dragon Ball Online Global" en ny, europæisk udgave af Dragon Ball Online, og den udvikles mens en åben beta-server kører.
Mobilspillet Dragon Ball Z: Dokkan Battle (2015) er blevet downloadet over 350 millioner gange per 2021. En bemærkelsesværdig udgivelse er Dragon Ball FighterZ (2018), et kampspil udviklet af Arc System Works. Spillet har modtaget stor ros både fra fans og anmeldere for dets hurtige og hektiske 3v3-kampe og flotte udseende, der lægger sig tæt op af animeserien. FighterZ vandt også Bedste Kampspil i 2018 ved The Game Awards og har fået mange andre priser og nominationer. Spillet har også en stor tilstedeværelse som eSport, hvor det er et af de mest populære kampspil. Det har også klaret sig kommercielt godt med over 4 millioner eksemplarer solgt på verdensplan.

### Merchandise
I 1994 indtjente licenshaveren Bandai 140 millioner dollars årligt på salg af licenserede Dragon Ball-legetøj, -videospil og andre karakter-baserede varer i Japan. I 1996 indtjente Dragon Ball Z 2,95 milliarder dollars for merchandise-salg på verdensplan. Så tidligt som 1996 ansøgte mere end 100 firmaer uden for Japan tilladelse til karakter-baserede varer. Bandai havde solgt over 2 milliarder Dragon Ball-Cardess-kort i Japan per 1998, og over 1 million Dragon Stars-actionfigurer i Europa samt Nord- og Sydamerika per 2018. I 2000 sponserede Burger King en legetøjs-promovering for at distribuere 20 millioner Dragon Ball Z-figurer i Nordamerika. Per 2011 havde franchisen genereret 5 milliarder dollars i merchandise-salg. I 2012 indtjente franchisen 7,67 milliarder yen via salg af licenseret merchandise i Japan.